# P3P
P3P (Platform for Privacy Preferences) è un protocollo di comunicazione che consente ai siti web di dichiarare la loro destinazione d'uso delle informazioni raccolte sulla navigazione degli utenti. 

## Storia
Progettato per offrire agli utenti un maggiore controllo delle proprie informazioni personali durante la navigazione, P3P è stato sviluppato dal World Wide Web Consortium (W3C) e ufficialmente raccomandato il 16 aprile 2002.